# Dance Mania
Dance Mania è un album di Tito Puente, pubblicato dalla RCA Victor Records nel 1958. Il disco fu registrato nel novembre e dicembre del 1957 a New York.

## Tracce
Lato A
1. El cayuco – 2:33 (Tito Puente)
2. Complicación – 3:18 (Francisco Aguabella)
3. 3-D mambo – 2:23 (Ray Santos)
4. Llegó miján (son montuno) – 3:10 (Tito Puente)
5. Cuando te vea (guaguanco) – 4:10 (Tito Puente)
6. Hong Kong mambo – 3:42 (Tito Puente)

Lato B
1. Mambo gozón – 2:44 (Tito Puente)
2. Mi chiquita quiere bembé – 3:55 (Tito Puente)
3. Varsity Drag – 2:48 (Lew Brown, Buddy De Sylva, Ray Henderson)
4. Estoy sempre junto a tí – 3:10 (Pepe Delgado)
5. Agua limpida todo – 2:55 (Francisco Aguabella)
6. Saca tu mujer – 3:02 (Tito Puente)

## Musicisti
- Tito Puente - timbales, marimba, vibrafono, arrangiamenti
- Santitos Cólon - voce, accompagnamento vocale
- Bernie Glow - tromba
- Jimmy Frisaura - tromba
- Frank Lo Pinto - tromba
- George López - tromba
- Gene Rapetti - tromba
- Larry Moser - tromba
- León Merian - tromba
- Rafael Palau - sassofono
- Jerry Sanfino - sassofono
- Schapp Pullman - sassofono
- Tony Buonpastore - sassofono
- Raymond Concepción - pianoforte
- Bobby Rodriguez - contrabbasso
- Ray Barretto - congas
- Ray Rodriguez - bongos
- Julito Collazo - congas (brani : A4 & B5)
- Vitin Avilés - accompagnamento vocale
- Otto Olivar - accompagnamento vocale